# Christoph Thiele

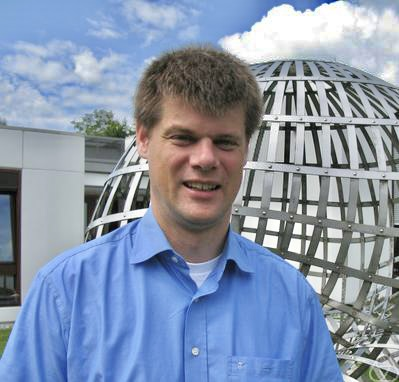
Christoph Thiele

Christoph Thiele (* 10. September 1968 in Darmstadt) ist ein deutscher Mathematiker, der sich mit Analysis beschäftigt.
Thiele gewann 1987 den Ersten Preis beim Bundeswettbewerb Mathematik und nahm an der Internationalen Physik-Olympiade in Jena teil. Er studierte danach Physik und Mathematik an der TH Darmstadt und der Universität Bielefeld (Diplom in Mathematik 1992), von 1989 bis 1993 als Stipendiat der Deutschen Forschungsgemeinschaft. 1995 promovierte er an der Yale University bei Ronald Coifman und war danach wissenschaftlicher Assistent an der Universität Kiel, wo er sich 1999 habilitierte. Ab 1998 war er Assistant Professor, ab 2000 Associate Professor und ab 2002 Professor an der University of California, Los Angeles (UCLA). Seit 2012 hat er einen der im Rahmen der Exzellenzinitiative geschaffenen Hausdorff Chairs (W3-Professur) am Mathematischen Institut der Rheinischen Friedrich-Wilhelms-Universität Bonn inne.
Thiele befasst sich mit reeller Analysis, harmonischer Analysis, Streutheorie, Ergodentheorie.
Mit Michael T. Lacey gab er 2000 einen vereinfachten Beweis des Theorems von Lennart Carleson über die Konvergenz (fast überall) der Fourierreihen quadratintegrabler Funktionen.
1996 erhielt er den Salem-Preis mit Michael Lacey für ihre Arbeit über die bilineare Hilbert-Transformation von Alberto Calderón und die Entwicklung einer neuen Methode der Phasenraumanalyse. Er war Invited Speaker auf dem Internationalen Mathematikerkongress (ICM) 2002 in Peking (Singular Integrals meet Modulation Invariance). Er ist Fellow der American Mathematical Society.
Er ist verheiratet und hat vier Kinder.

## Schriften
- Wave packet analysis. American Mathematical Society, 2006

## Verweise
1. ↑  Lacey, Thiele, A proof of boundedness of the Carleson operator, Mathematical Research Letters, Bd. 7, 2000, S. 361–370.

| Personendaten    | Personendaten                                 |
| ---------------- | --------------------------------------------- |
| NAME             | Thiele, Christoph                             |
| ALTERNATIVNAMEN  | Thiele, Christoph Martin (vollständiger Name) |
| KURZBESCHREIBUNG | deutscher Mathematiker                        |
| GEBURTSDATUM     | 10. September 1968                            |
| GEBURTSORT       | Darmstadt                                     |